# Szymankowo (gromada)
Szymankowo – dawna gromada, czyli najmniejsza jednostka podziału terytorialnego Polskiej Rzeczypospolitej Ludowej w latach 1954–1972.
Gromady, z gromadzkimi radami narodowymi (GRN) jako organami władzy najniższego stopnia na wsi, funkcjonowały od reformy reorganizującej administrację wiejską przeprowadzonej jesienią 1954 do momentu ich zniesienia z dniem 1 stycznia 1973, tym samym wypierając organizację gminną w latach 1954–1972.
Gromadę Szymankowo z siedzibą GRN w Szymankowie utworzono – jako jedną z 8759 gromad na obszarze Polski – w powiecie malborskim w woj. gdańskim na mocy uchwały nr 21/III/54 WRN w Gdańsku z dnia 5 października 1954. W skład jednostki weszły obszary dotychczasowych gromad Szymankowo i Gnojewo ze zniesionej gminy Mątowy Wielkie, obszar dotychczasowej gromady Starynia ze zniesionej gminy Lisewo oraz obszar dotychczasowej gromady Stogi ze zniesionej gminy Kałdowo w tymże powiecie. Dla gromady ustalono 11 członków gromadzkiej rady narodowej.
1 stycznia 1960 gromadę zniesiono, a jej obszar włączono do gromad: Kończewice (miejscowości Szymankowo, Gnojewo, Lisia Góra i Motyliniec), Kałdowo (miejscowość Stogi) i Lichnowy (miejscowości Starynia i Stożki) w tymże powiecie.